# Talanga
Talanga – gmina (municipio) w środkowym Hondurasie, w departamencie Francisco Morazán. W 2010 roku zamieszkana była przez około 36,6 tys. mieszkańców. Siedzibą administracyjną jest miejscowość Talanga.

## Położenie
Gmina położona jest w środkowej części departamentu. Graniczy z gminami:
- Cedros i Guaimaca od północy,
- Dystrykt Centralny i San Juan de Flores od południa,
- Guaimaca od wschodu,
- Dystrykt Centralny od zachodu.

## Miejscowości
Według Narodowego Instytutu Statystycznego Hondurasu na terenie gminy położone były następujące miejscowości:

- Talanga
- Agua Blanca
- Corralitos
- El Ocotal
- El Rosario (Laja Picada)
- Jalaca
- La Ermita
- La Esperanza
- La Labranza
- La Majada Verde
- Las Quebradas
- Los Charcos
- Palmira
- Río Dulce
- San Antonio de Pastos
- Valle Arriba